# Wutach

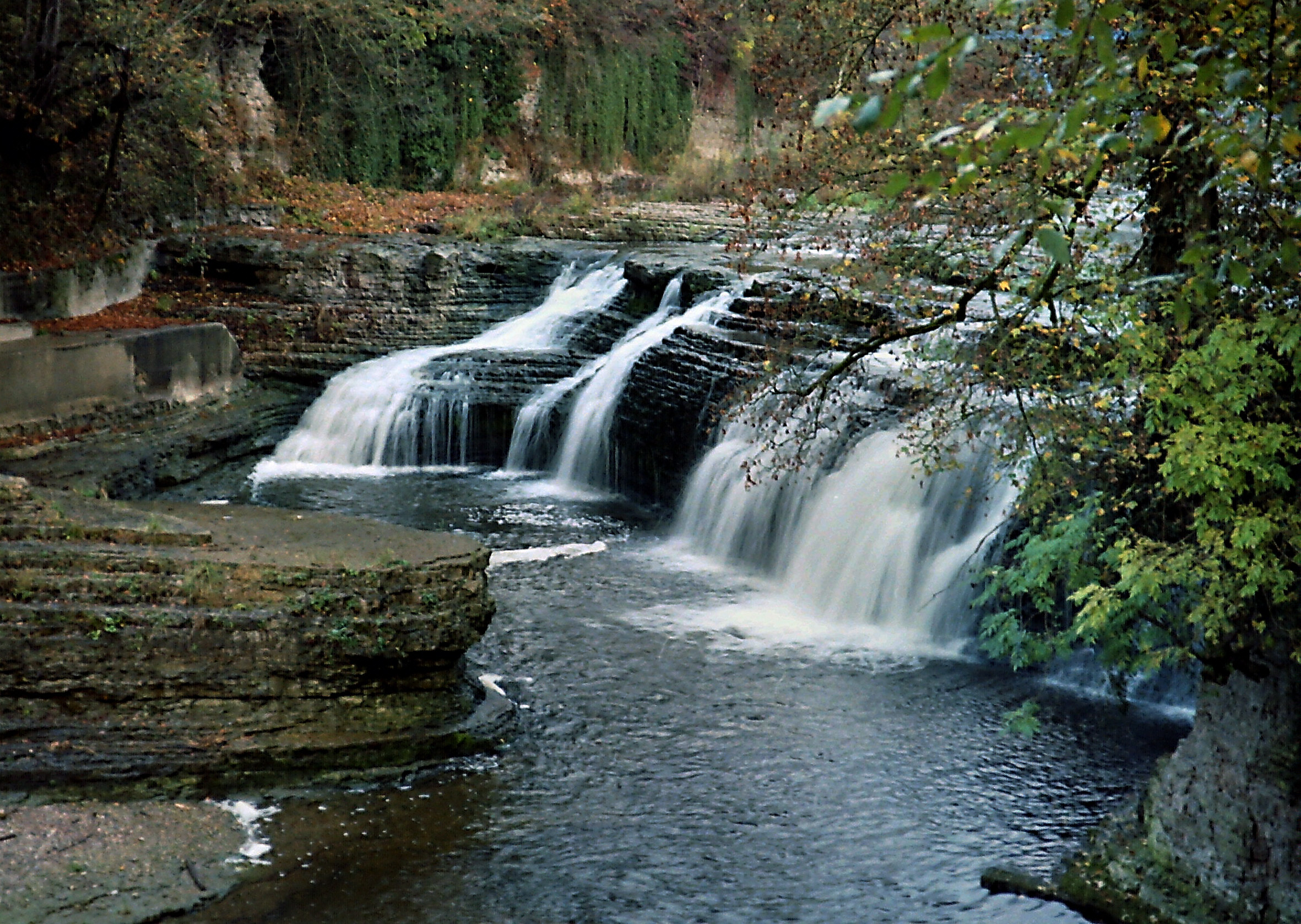
Wutach

Wutach este un afluent al Rinului situat în cantonul Schaffhausen (Elveția) și landul Baden-Württemberg (Germania). El are izvorul la altitudinea de 1.440 m lângă muntele Seebuck, Munții Pădurea Neagră. Cursul inferior al râului se află pe o porțiune de pe linia de graniță a Germaniei cu cantonul Schaffhausen. Râul are pe lungimea lui de 90 km, o diferență de altitudine de 	1.125 m.

Afluenți
Schlücht, Steina, Kotbach
Localități traversate
Waldshut-Tiengen, Titisee-Neustadt, Lenzkirch, Bonndorf, Löffingen, Blumberg, Stühlingen
Bazin de colectare
1.123 km²